# Chertigrad Point
Der Chertigrad Point (englisch; bulgarisch нос Чертиград nos Tschertigrad) ist eine Landspitze an der Loubet-Küste des Grahamlands im Norden der Antarktischen Halbinsel. An der Südostküste der Arrowsmith-Halbinsel liegt sie 8,4 km nordöstlich des Thomson Head auf der Westseite der Einfahrt zur Blind Bay, dem nordöstlichen Ausläufer und Kopfende des Bourgeois-Fjords.
Britische Wissenschaftler kartierten ihn 1978. Die bulgarische Kommission für Antarktische Geographische Namen benannte ihn 2016 nach der mittelalterlichen Festung Tschertigrad im Westen Bulgariens.